# Роман-хроника
Роман-хроника — это последовательное изложение событий из жизни одного человека или целой семьи на протяжении многих лет, иногда от рождения до смерти, с подробным описанием событий и тех чувств и мыслей, которые они вызвали у героев. Цель — показать, как изменился человек или семейство с течением времени, чем новое поколение в семье (если хроника семейная) отличается от предыдущего. Примеры — «Захудалый род» Лескова, «Семья Тибо» Роже Мартен Дю Гара, «Сага о Форсайтах» Джона Голсуорси.